# Henry Morgenthau, Sr.
Henry Morgenthau Senior, född den 26 april 1856, död den 25 november 1946, var en amerikansk affärsman och USA:s ambassadör i Osmanska riket. Under sin tid som ambassadör i Osmanska riket under första världskriget blev han en av de viktigaste vittnena till det armeniska folkmordet. Han var far till politikern Henry Morgenthau, Jr.